# テリー・ハーパー (ボクサー)
テリー・ハーパー（Terri Harper、1996年11月2日 - ）は、イングランド・ドンカスター出身のプロボクサー。現WBO女子世界ライト級王者。元WBC・IBO女子世界スーパーフェザー級王者、元WBA・IBO女子世界スーパーウェルター級王者。世界3階級制覇王者

## 来歴
デナビー・メイン生まれ。
アマチュア時代、ヨーロッパジュニア選手権で銀メダル獲得。
2017年11月25日、地元ドンカスターにてMonika Antonik戦でプロデビューし判定勝利。
2019年3月8日、Nina BradleyとのWBC女子インターナショナルライト級王座決定戦に挑み、10回TKOでプロ初タイトル獲得。
2019年7月19日、Nozipho Bellを8回TKOで降し、IBO女子世界スーパーフェザー級王座獲得。
2020年2月8日、エヴァ・ウォールストロームが持つWBC女子世界スーパーフェザー級王座に挑戦し、3-0判定で勝利し初のメジャータイトル獲得。
2021年11月13日、アリシア・バウムガードナーの挑戦を受けるが、4回TKOで敗れWBC・IBO王座陥落。
2022年9月24日、ハンナ・ランキンが持つWBA・IBO世界スーパーウェルター級王座に挑み、判定で勝利し2階級制覇達成。
2023年5月20日に元4団体統一世界ウェルター級王者セシリア・ブレークフス相手に防衛戦を予定していたが、ブレークフスの急病のため中止。防衛戦は翌週の27日に延期されて対戦相手も元IBF女子世界ウェルター級王者イヴァナ・ハバジンに変更されたが、3-0（98-92、97-93、97-93）判定で勝利し初防衛成功。
2024年3月23日、シェフィールドにてサンディ・ライアンが持つWBO女子世界ウェルター級王座に挑戦するが、ワンサイドの展開に持ち込まれ4回終了後に棄権し3階級制覇はならなかった。
2024年、WBA女子世界スーパーウェルター級王座を返上した。
2024年9月28日、シェフィールドにてWBO女子世界ライト級王者のリアノン・ディクソンに挑戦し、10回3-0の判定勝ちで王座獲得に成功、3階級制覇を果たすとともにディクソンにプロ初黒星を与えた。
2025年5月23日、地元ドンカスターにてナタリー・ツィマーマンとWBO王座の初防衛戦に臨み、10回3-0の判定勝ちで初防衛に成功した。

## 獲得タイトル
- WBC女子インターナショナルライト級王座
- IBO女子世界スーパーフェザー級王座
- WBC女子世界スーパーフェザー級王座
- WBA女子インターコンチネンタルライト級王座
- IBO女子世界スーパーウェルター級王座
- WBA女子世界スーパーウェルター級王座
- WBO女子世界ライト級王座